# Joseph Mitchell
Joseph Quincy Mitchell (27 de julho de 1908 – 24 de maio de 1996) foi um escritor americano mais conhecido por suas obras de não ficção criativa que publicou na The New Yorker . Seu trabalho consiste principalmente em estudos de personagens, nos quais ele usou retratos detalhados de pessoas e eventos para destacar o lugar-comum do mundo, especialmente em e ao redor da cidade de Nova York.

## Biografia

### Primeiros anos
Mitchell nasceu em 27 de julho de 1908 na fazenda de seu avô materno perto de Fairmont, Carolina do Norte e era filho de Averette Nance e Elizabeth Amanda Parker Mitchell. Ele tinha cinco irmãos mais novos: Jack, Elizabeth, Linda, Harry e Laura. O pai de Mitchell, um plantador de algodão e tabaco de quarta geração, era um sulista imerso nos valores da Igreja Batista e tentou incutir esses valores em seus filhos. Como seu filho mais velho, Averette esperava que Mitchell algum dia assumisse os negócios e continuasse o legado da família.
A personalidade aventureira de Mitchell quando criança contradizia a ética de trabalho firme de seu pai e os valores sulistas tradicionais. Desde jovem, Mitchell foi profundamente tocado pela natureza. Ele adorava subir em árvores e era uma das poucas atividades que permitia o desenvolvimento de sua jovem imaginação. Ele também tendia a escapar para os pântanos ao redor da propriedade de seu pai sempre que podia, pois isso lhe permitia se sentir conectado com o mundo ao seu redor. Mitchell declarou: "a água me hipnotizava; tudo nela me interessava, parado ou em movimento, vivo ou morto."

### Educação
Mitchell saiu de casa e cursou a faculdade na Universidade da Carolina do Norte em Chapel Hill em 1925. Como um graduado em jornalismo, ele era "um aluno aplicado, se não superior", e teve sucesso em cursos de humanidades, como história, língua, música e literatura, e explorou aulas em quase todas as disciplinas. Além dos estudos, ele começou a escrever para a revista literária e o jornal do campus como repórter esportivo. Por não ter aptidão para matemática, não foi capaz de terminar o curso com êxito. Ele deixou a faculdade e mudou-se para a cidade de Nova York em 1929.

### Família
Em 27 de fevereiro de 1932, ele se casou com Therese Jacobsen, repórter e fotógrafa. Eles permaneceram casados até sua morte em 1980 e tiveram duas filhas, Nora e Elizabeth.

### Saúde mental
Joseph Mitchell sofreu de depressão durante toda a sua vida. Um relacionamento instável com seu pai e sua falta de pertencimento em suas duas casas na Carolina do Norte e Nova York deixaram Mitchell isolado e apático por grande parte de sua vida. Ele viveu em uma era de psicologia que se concentrava puramente na ansiedade, e os médicos consideravam a depressão um grave efeito colateral da ansiedade existente. No entanto, os sintomas dessa condição não se manifestaram claramente em sua vida até o final de sua carreira. Muitos dos colegas de trabalho de Mitchell, bem como seu biógrafo, Thomas Kunkel, falam sobre o custo que os temas de suas obras tiveram sobre ele, especificamente seu maior tema, Joe Gould. Mitchell uma vez comentou com o escritor do Washington Post David Streitfeld : "Você escolhe alguém tão próximo que, na verdade, está escrevendo sobre si mesmo. Joe Gould teve que sair de casa porque ele não se encaixava, da mesma forma que eu tive que sair de casa porque eu não me encaixava. Conversando com Joe Gould todos aqueles anos, ele se tornou eu de certa forma, se é que você me entende." Mesmo com Joe Gould como forma de explorar sua própria realidade, Mitchell começou a atrair personagens com atributos semelhantes. Em um artigo na revista The New Yorker, Charles Mcgrath observa que "o crítico Stanley Edgar Hyman quem primeiro apontou que as pessoas sobre as quais Mitchell escrevia se pareciam cada vez mais com ele: solitários, depressivos, nostálgicos, frequentadores da orla marítima, apreciadores de informações misteriosas. Os personagens em suas peças começaram a compartilhar uma voz semelhante; todos eles soavam um pouco como Mitchell. " 

De 1964 até sua morte em 1996, Mitchell iria trabalhar em seu escritório diariamente, mas nunca publicou mais nada. Embora tenha tido dificuldade para publicar, ele escreveu centenas de páginas de manuscritos para vários artigos, incluindo suas próprias memórias, que Thomas Kunkel usou extensivamente ao escrever a biografia de Mitchell. Depois que ele morreu, seu colega Roger Angell escreveu:
Todas as manhãs, ele saía do elevador com um ar preocupado, acenava com a cabeça sem palavras se você estivesse apenas descendo o corredor e se fechava em seu escritório. Saiu na hora do almoço, sempre usando seu elegante chapéu de feltro marrom (no verão, de palha) e uma capa de chuva marrom; uma hora e meia depois, ele inverteu o processo, fechando a porta novamente. Não se ouvia muita digitação lá dentro, e as pessoas que ligavam para Joe relataram que sua mesa estava vazia de tudo, exceto papel e lápis. Quando o dia acabava, ele ia para casa. Às vezes, no elevador noturno, eu o ouvia soltar um pequeno suspiro, mas ele nunca reclamava, nunca explicava.
Embora sua batalha contra a doença mental continuasse no local de trabalho, ele era conhecido por sua família como um pai e marido confiável e atencioso em casa. Therese Jacobson e seus filhos, Nora e Elizabeth, não guardavam nada além de boas lembranças de seu pai, embora soubessem que ele estava em dificuldades em sua carreira.

### Morte
Em 1995, Mitchell foi diagnosticado com câncer de pulmão depois que começou a sentir dores nas costas. O câncer por fim se espalhou e metastatizou em seu cérebro. Em 24 de maio de 1996, Mitchell morreu no Columbia-Presbyterian Medical Center em Manhattan aos 87 anos. Ele foi sepultado no Cemitério Floyd Memorial em sua cidade natal, Fairmont, Carolina do Norte, ao lado de sua esposa. Suas filhas escreveram uma citação do septuagésimo terceiro soneto de Shakespeare, que era um de seus versos favoritos na literatura: "Bare ruined choirs, where late the sweet birds sang"

## Carreira
Mitchell veio para Nova York em 1929, aos 21 anos, com a ambição de se tornar um repórter político. Ele trabalhou para jornais como The World, New York Herald Tribune e New York World-Telegram, primeiro cobrindo crimes e depois fazendo entrevistas, perfis e esboços de personagens. Em 1931, ele fez uma pausa no jornalismo para trabalhar em um cargueiro que navegava para Leningrado e trazia toras de celulose para a cidade de Nova York. Ele voltou ao jornalismo mais tarde naquele ano e continuou a escrever para jornais de Nova York até ser contratado por St. Clair McKelway no The New Yorker em 1938. Ele permaneceu na revista até sua morte em 1996.
Seu livro Up in the Old Hotel reúne o melhor de seus escritos para a The New Yorker, e seu livro anterior, My Ears Are Bent, reúne o melhor de seus primeiros escritos jornalísticos, que ele omitiu de Up in the Old Hotel. O último livro de Mitchell foi seu relato empático do personagem de rua de Greenwich Village e autoproclamado historiador Joe Gould, um caso extravagantemente disfarçado de bloqueio de escritor, publicado como  O Segredo de Joe Gould (1964). Mitchell serviu no conselho de diretores da Gypsy Lore Society, foi um dos fundadores do South Street Seaport Museum, esteve envolvido com os Friends of Cast-Iron Architecture (Amigos da Arquitetura de Ferro Fundido) e atuou por cinco anos na Comissão de Preservação de Marcos da Cidade de Nova York . Em agosto de 1937, ele ficou em terceiro lugar em um torneio de comer moluscos em Block Island ao comer 84 amêijoas cereja. Em 2008, a The Library of America selecionou a história de Mitchell, "Execution", para ser incluída em sua retrospectiva de dois séculos do American True Crime. A edição de 11 de fevereiro de 2013 de The New Yorker inclui uma parte inédita da autobiografia inacabada de Mitchell, intitulada "Street Life: Becoming Part of the City".

### Coleções de trabalhos publicados em jornal
- My ears are bent. [S.l.]: Vintage Books. 1938. ISBN 978-0375726309
- McSorley's Wonderful Saloon. [S.l.]: Pantheon Books. 1943. ISBN 978-0375421020

### Coleções de trabalhos publicados naThe New Yorker
- Old Mr. Flood. [S.l.]: MacAdam/Cage. 1948. ISBN 978-1596921146
- The Bottom of the Harbor. [S.l.]: Pantheon Books. 1959. ISBN 978-0375714863
- Joe Gould's Secret. [S.l.]: Modern Library. 1965. ISBN 978-0679601845
- Up In The Old Hotel and Other Stories. [S.l.]: Pantheon Books. 1992. ISBN 978-0679412632[16])